# Raffaele Pasi
 (janvier 2023).
Raffaele Pasi, né le 9 décembre 1819 à Faenza et mort le 7 janvier 1890 à Rome, est un militaire et homme politique italien.

## Biographie
Raffaele Pasi naît le 9 décembre 1819 à Faenza.
Il prend part au mouvement de 1845 en Romagne, et notamment au combat des Balze, sur la frontière de Toscane. Avec ses compagnons, il se réfugie dans les États du Grand-Duc, qui le font d'abord arrêter. À peine libre, il s'embarque pour la France où il reste jusqu'en 1848. Il accourt alors sur les champs de la Vénétie, et prend part à la défense de Vicence. Après quoi il part défendre la république romaine. Il est promu au grade de colonel, mais, après la chute de la place, il doit se réfugier en Piémont. Le 6 juillet 1859, il reprend du service dans l'armée sarde avec le grade de major ; comme lieutenant-colonel dans l'armée de l'Emilie (19 septembre 1859), il fait la campagne de Naples de 1880-1861, et se distingue
à la prise de Mola di Gaeta (4 novembre 1860). Colonel du 5e d'infanterie, il fait la campagne de 1868 (Custoza). Nommé pendant une législature député de Faenza, il siège à droite. Colonel brigadier en 1871, major général en 1872, il est en 1877 nommé aide de camp du roi, commandant de la division de Catanzaro en 1879, et en 1880 lieutenant général. Le 19 mars 1882, il est appelé à remplacer le feu général de Médici dans la charge de premier aide de camp général qu'il garde jusqu'à sa mort.
Mort le 7 janvier 1890 à Rome,, ses funérailles ont lieu le 9 janvier dans la même ville.